# Glaphyra (Hetäre)
Glaphyra (altgriechisch Γλαφύρα Glaphýra) war eine im 1. Jahrhundert v. Chr. lebende Hetäre.
Sie wurde durch Priesterfürst Archelaos von Komana die Mutter des Archelaos Sisines, des späteren Herrschers von Kappadokien. 41 v. Chr. unterhielt sie ein Liebesverhältnis mit dem römischen Triumvirn Marcus Antonius während dessen Kleinasien-Aufenthalt, bevor er sich mit Kleopatra traf. Vielleicht ging Glaphyra diese Affäre ein, um Antonius zur Unterstützung ihres Sohnes Archelaos in dessen Kampf gegen Ariarathes X. um den Besitz Kappadokiens zu bewegen. Es scheint jedoch, dass Antonius ihrem Sohn erst fünf Jahre später half, so dass Archelaos erst 36 v. Chr. unumstrittener Herrscher Kappadokiens wurde.
Im Zusammenhang mit dem Perusinischen Krieg griff Octavian in einem derb-obszönen Epigramm Antonius’ Verhältnis mit Glaphyra an. Angeblich war Antonius’ Gattin Fulvia sehr eifersüchtig auf Glaphyra. In seinem Schmähgedicht behauptet Octavian, dass er daher von Fulvia zum Beischlaf mit ihr aufgefordert worden sei, ansonsten gebe es Krieg.